# شون جيل
شون جيل (بالإنجليزية: Shaun Gill)‏ هو عداء سريع بليزي، ولد في 9 أبريل 1993.

## وصلات خارجية
- شون جيل على موقع الاتحاد الدولي لألعاب القوى (الإنجليزية)
- شون جيل على موقع اللجنة الأولمبية الدولية (الإنجليزية)
- شون جيل على موقع أوليمبيديا (الإنجليزية)